# Unión Económica Belgo-Luxemburguesa
El tratado de Unión Económica Belgo-Luxemburguesa (UEBL) fue firmado en 1921 para una duración de 50 años. Las relaciones económicas y monetarias de Bélgica y del Gran Ducado de Luxemburgo se han desarrollado en este marco. Entre 1944 y 2002 (introducción del euro) el franco belga y el franco luxemburgués tenían la misma paridad. Vencido en 1972, la Convención inicial fue sucesivamente prorrogada por diez años en 1982 y en 1992.
El 18 de diciembre de 2002, los dos países y las tres regiones de Bélgica firmaron una nueva convención UEBL.